# ام‌اس آمستردام
ام‌اس آمستردام (به انگلیسی: MS Amsterdam) یک کشتی است که طول آن ۲۳۷٫۰ متر (۷۷۷٫۶ فوت) می‌باشد. این کشتی در سال 2005
ساخته شد.